# Ratpenat cuallarg de Yucatán
El ratpenat cuallarg de Yucatán (Nyctinomops laticaudatus) és una espècie de ratpenat de la família dels molòssids que es troba a l'Argentina, Belize, Bolívia, el Brasil, Colòmbia, Cuba, El Salvador, la Guaiana Francesa, Guatemala, Guaiana, Hondures, Mèxic (Jalisco i Tamaulipas), Panamà, el Paraguai, el Perú, Surinam, Trinitat i Tobago i Veneçuela.

## Subespècies
- N. l. laticaudatus
- N. l. europs
- N. l. ferruginea
- N. l. macarenensis
- N. l. yucatanicus